# Thelypteris altissima
Thelypteris altissima là một loài thực vật có mạch trong họ Thelypteridaceae. Loài này được Voster miêu tả khoa học đầu tiên.